# Integrated Services Digital Network

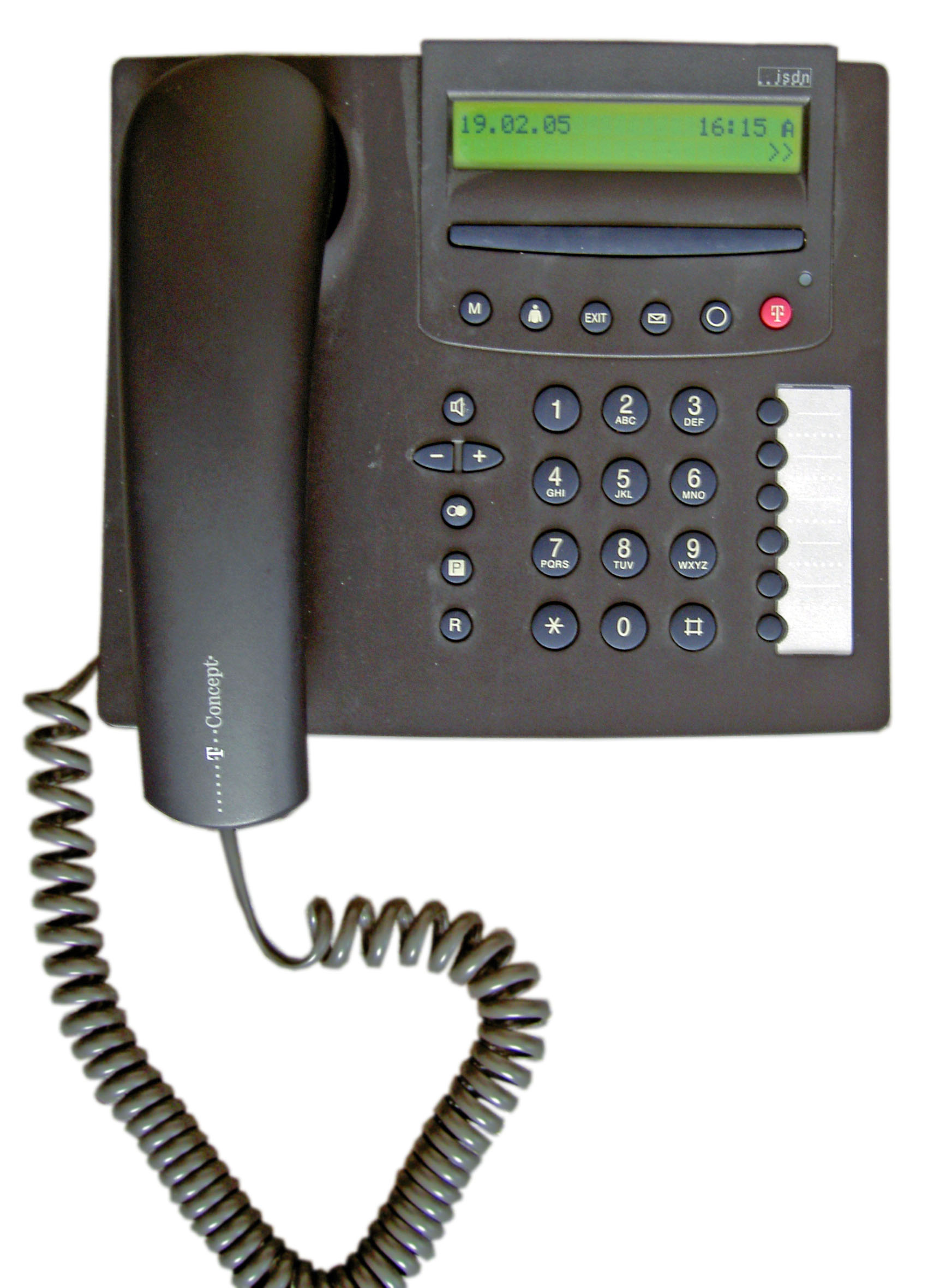
Telefono ISDN

Integrated Services Digital Network, o ISDN, è una rete di telecomunicazioni digitale che consente di trasmettere servizi di voce (fonia) e trasferimento dati su un unico supporto. La definizione tecnica dell'ISDN, che investe diverse componenti delle reti, risale alle raccomandazioni ITU-T della serie I del 1984 e comprende numerose altre pubblicazioni dello stesso ITU-T e dell'ETSI (European Telecommunications Standard Institute) fatte negli anni successivi.

## Caratteristiche
Una rete ISDN è quindi una rete digitale anche integrata nei servizi, in cui le diverse parti, il terminale, la rete di accesso, la rete di trasporto, sono realizzate per offrire gli stessi servizi. Elementi fondamentali per il supporto di tali servizi sono il protocollo di segnalazione della rete di trasporto ISUP e della rete di accesso DSS1, che fanno parte della pila di protocolli del sistema di segnalazione a canale comune nº7 insieme ad altri descritti nelle Racc. ITU-T serie Q. Attraverso tali protocolli vengono trasportate le informazioni che consentono l'espletamento dei diversi servizi; un esempio per tutti l'identità del chiamante, che viene trasportata dai protocolli di segnalazione dalla rete del chiamante verso la rete e il terminale del chiamato.

### Servizi
I servizi supportati dall'ISDN sono classificati in:
- servizi portanti (es. voice o banda 3.1 kHz, - utilizzati per la normale fonia e il fax gruppo 3 -, multipli di 64kbs - utilizzati da modem ISDN o per videoconferenza),
- teleservizi (es. fax gruppo 4),
- servizi supplementari (es. identità del chiamante, trasferimento di chiamata, multinumero).

Servizi portanti, teleservizi, servizi supplementari, possono essere forniti in diverse combinazioni anche in dipendenza del tipo di accesso BRI o PRI, combinazioni descritte nelle Racc. ITU-T I.230-I.259 e dalle corrispondenti raccomandazioni ITU-T della serie Q. Ai servizi supplementari iniziali si sono poi aggiunti nuovi servizi come ad esempio la richiamata su occupato (CCBS - Call Completion on Busy Subscriber).
L'ISDN, sviluppato in un'epoca precedente alla tecnologia xDSL e analogamente a questa, migliora lo sfruttamento dei cavi in rame esistenti, permettendo ad esempio di fornire 2 canali bidirezionali a 64kbit/s ed un canale dati a bassa velocità 16kbit/s su unico doppino in rame, dove nel tradizionale accesso telefonico viene normalmente fornito un unico canale di fonia. Quest'ultima configurazione, realizzata su un'unica coppia di fili in rame, viene chiamata "accesso base".

### Canali
Per la fornitura dei servizi suddetti l'ISDN supporta tre tipi di canali, il canale B, il canale H e il canale D:
- i canali B sono utilizzati per i dati (che possono essere anche di fonia digitale) e hanno una banda prefissata di 64 kbit/s;
- i canali H sono utilizzati per il trasferimento di dati ad alta velocità, il loro funzionamento è analogo a quello del canale B.
- i canali D sono utilizzati per segnalazione e controllo (ma possono essere utilizzati anche per i dati). La banda assegnata al canale D varia a seconda del tipo di accesso (BRI, PRI).

### Accesso
Nella parte di rete che serve l'utente, cioè la rete di accesso, sono previsti 2 tipi di configurazione di accesso:
- accesso base o BRI (Basic Rate Interface), a 144kbit/s composto da 2 canali a 64kbit/s "B" e uno "D" a 16kbit/s utilizzato per il trasporto della segnalazione e alcuni servizi dati di utente (indicato anche come 2B+D).
- accesso primario o PRI (Primary Rate Interface) a 2 Mbit/s composto da 32 canali a 64kbit/s, di cui 30 canali "B" e 2 canali "D" utilizzati dalla rete principalmente per il trasporto della segnalazione. Esso contiene dunque un numero più alto di canali, variabile poi a seconda del paese:
  - Nord America e Giappone: 24 time-slot da 64 kbit/s divisi in 23B+1D, per un bit rate complessivo di 1,544 Mbit/s (T1)
  - Europa, Asia e Australia: 32 time-slot da 64 kbit/s divisi in 30B+2D, bit rate complessivo di 2,048 Mbit/s (E1). Utilizza un time-slot per uso interno, sincronizzazione.

Tutti i canali a 64 kbit/s offerti possono essere utilizzati contemporaneamente per effettuare e/o ricevere più chiamate telefoniche.
Le segnalazioni di chiamata sono effettuate tramite il canale D e i canali B trasportano i dati quando le due utenze sono connesse. Quando una chiamata viene stabilita si instaura un flusso di dati sincrono e bidirezionale di 64 kbit/s che viene mantenuto fino al termine della chiamata. Possono svolgersi chiamate fino alla disponibilità di altri canali dati liberi, sempre verso uno stesso punto o verso altre utenze. I canali B possono essere utilizzati in multiplex in modo da ottenere sostanzialmente una connessione con velocità pari a quella iniziale moltiplicata per il numero di canali disponibili - fino a due nel caso di un accesso BRI o fino a 30 con l'accesso PRI.

### Apparecchio di rete
Lato utente, il segnale ISDN non viene fornito direttamente all'apparecchio come avveniva con la telefonia analogica, ma passa attraverso un terminatore di rete chiamato NT (Network Terminator). Nel caso dell'accesso BRI, l'NT ha il compito di adattare la linea proveniente dalla rete, che viaggia sul classico doppino telefonico chiamato Bus U, all'impianto ISDN interno, che viene realizzato con un cavo a 4 coppie chiamato Bus S, a cui è possibile connettere telefoni e apparati ISDN. Le configurazioni di riferimento per l'interfaccia utente-rete sono descritte nella Racc. ITU-T I.411.

## ISDN in Italia
Sull'accesso BRI ISDN sono disponibili una serie di servizi come la segnalazione del numero telefonico di chi chiama (Caller ID) e il multinumero, cioè la possibilità di avere fino ad otto numeri telefonici sullo stesso accesso base, ciascuno assegnato ad un apparecchio diverso (es. uno per il telefono, uno per il fax, uno per il modem in ingresso...). La tecnologia digitale utilizzata da ISDN garantisce una qualità audio molto elevata, eliminando completamente la diafonia e buona parte dei disturbi presenti nella tradizionale telefonia. Sempre sull'accesso base (BRI), che comprende 2 canali B a 64 kbit/s, è possibile collegarsi ad Internet sia ad una velocità di 64 kbit/s, pagando una semplice telefonata, sia, se il Provider utilizzato lo permette, a una velocità di 128 kbit/s, sostenendo però il costo di due chiamate contemporanee. Inoltre sono disponibili i servizi di avviso di chiamata, conferenza a tre, presentazione dell'identità del chiamante (Caller ID), trasferimento di chiamata e per alcuni Operatori anche il servizio di richiamata su occupato.
In Italia è stata sviluppata una modifica alla NT standard, chiamata NT1+, che ha al suo interno anche un Terminal Adapter (TA) a/b, capace di gestire due porte analogiche, permettendo così di connettere direttamente all'NT1+ apparati analogici come telefoni tradizionali o fax di gruppo 3. L'installazione della borchia ISDN deve essere richiesta al proprietario della rete. La tecnologia mette a disposizione il cosiddetto doppio canale: voce e dati (fax-internet) utilizzabili congiuntamente.

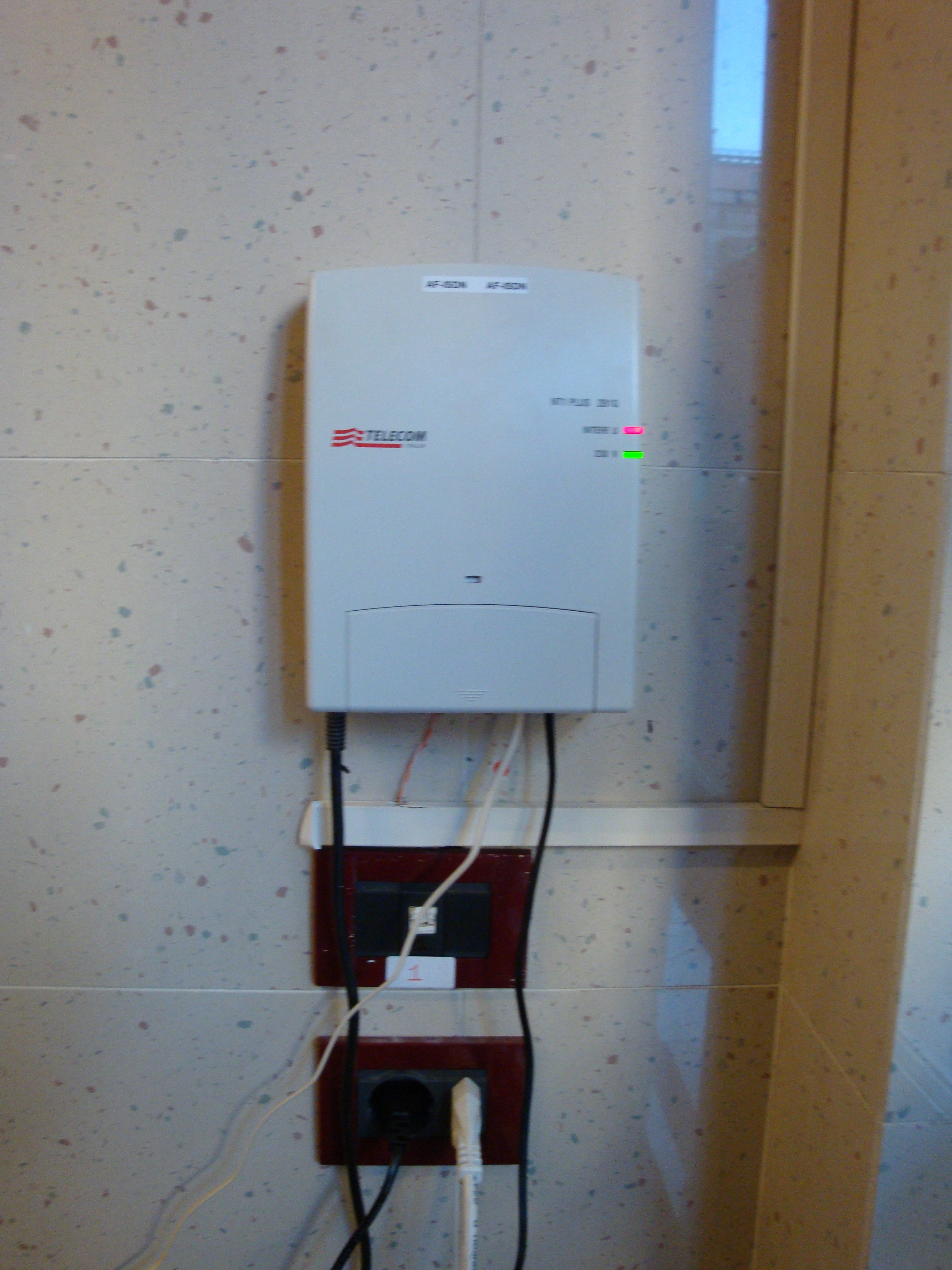
Borchia ISDN NT1 Plus con 2 porte BRI digitali e 2 porte a/b analogiche

Un'ulteriore configurazione degli accessi è il "punto-punto" e "punto-multipunto" che in buona sostanza esprime il modo di dialogare della rete con uno o più terminali lato utente. La configurazione "punto-punto" è adottata in presenza, lato utente, di centralini PABX collegati sia su accesso primario che in pool di accessi base. La configurazione punto-multipunto è adottata ad esempio negli accessi base in cui sul bus ISDN sono collegati dispositivi con numeri diversi (MSN) quali telefoni isdn, modem isdn, fax G4. La differenza tecnica che contraddistingue anche le due tipologie è il cosiddetto TEI, che viene utilizzato nel protocollo ISDN, per il quale una punto-punto è fisso a zero, mentre sulla punto-multipunto è variabile e deciso dalla centrale pubblica.
Un accesso base mononumero può essere configurato sia punto-punto o punto-multipunto.
La linea ISDN è indispensabile in quelle situazioni in cui più utenti devono utilizzare contemporaneamente il telefono (chiamate in uscita) e, altrettanto, più soggetti esterni devono poter accedere telefonicamente (chiamate in entrata), flussi fax compresi. Infatti, una singola linea ISDN (che fornisce 2 canali di conversazione) supporta fino a 7 numeri aggiuntivi oltre al capolinea. In questo modo è possibile la selezione diretta (ovvero la possibilità di chiamare un interno senza passare attraverso l'operatore di centralino o un risponditore automatico) da parte del chiamante (esterno) di 7 interni (il capolinea è riservato al centralino). Pertanto, aziende, enti, strutture simili, sono i soggetti che tipicamente utilizzano una linea ISDN associata a servizi multinumero (in questi casi un centralino PABX è obbligatorio per smistare le chiamate contemporanee entranti e uscenti). Nel caso di strutture molto complesse le linee ISDN possono anche essere più di una (hotel, contact center, grandi aziende, enti pubblici) e l'architettura della relativa rete telefonica è assai complicata.

## Diffusione
L'ISDN ha avuto la sua maggiore diffusione nell'utenza privata alla fine degli anni novanta in quanto consentiva di usufruire dei servizi telefonici aggiuntivi sopraesposti e di un traffico dati da Internet che era superiore a quello offerto dai tradizionali modem analogici dial-up a 56 kbit/s potendo infatti arrivare fino ai 128 kbit/s. La più recente tecnologia xDSL, pur essendo compatibile sotto certe condizioni, con la tecnologia di accesso ISDN, ha spostato l'attenzione su quest'ultima per le maggiore prestazioni di velocità di upload/download di scambio dati.
Da sottolineare però che la portata/diffusività dell'ISDN va misurata anche dal fatto che i terminali mobili GSM danno supporto ai servizi supplementari ISDN (avviso di chiamata, trasferimento di chiamata, presentazione del numero del chiamante) e che ancora oggi la segnalazione di rete utilizzata nelle reti fisse e mobili è ISUP.